# Scopula cyanolata
Scopula cyanolata är en fjärilsart som beskrevs av Karl Schawerda 1928. Scopula cyanolata ingår i släktet Scopula och familjen mätare. Inga underarter finns listade.